# المعهد العالي للعلوم والتقنية سوق الخميس امسيحل
المعهد العالي للعلوم والتقنية سوق الخميس امسيحل (بالإنجليزية: Higher Institute of Science & Technology Soq Alkhamis Amseahl)، ويعرف اختصارا ب " (HISTsam) وهو مؤسسة تعليم عالي تقني بمدينة سوق الخميس امسيحل التي تتوسط الطريق الرابط بين طرابلس وترهونة في ليبيا. تبعد عن العاصمة حوالي 40كم.

## نبذة
تأسس المعهد العالي للعلوم والتقنية سوق الخميس امسيحل كمؤسسة تابعة لوزارة التعليم العالي بالحكومة الليبية ويعرف سابقا باسم «المعهد العالي للمهن الشاملة» قبل ان يصدر قرار بتغيير اسمه إلى الاسم الحالي. يعتبر هذا المعهد من المعاهد المتألقة في ليبيا. وقد عمل به العديد من الباحثين؛ مهمته الأساسية هي التعليم والبحث في التطبيقات العملية للعلوم والتقنية. يوجد بالمعهد سبعة اقسام علمية وهي التقنية الكيميائية، الزراعية، المعمارية، الحاسوب، الطبية، الميكانيكية والعلوم الادارية. ويعتبر المؤسسة العلمية الأبرز في المنطقة والتي غذت عدد من القطاعات الصناعية في الدولة وبالخصوص قطاع صناعة النفط والقطاع التعليمي بالمهندسين والتقنيين القادرين. تتميز هيئة التدريس في المعهد بالتفوق والامتياز في مجال الأبحاث التقنية المتقدمة وتطبيقاتها، حيث شارك العديد منهم في العديد من المؤتمرات والمشاريع العلمية علي المستوى الدولي والمحلي. كما يضم المعهد عدد من المعيدين والإداريين والموظفين على كفاءة عالية مما يساهم في نجاح المعهد في رسالته.

## أقسام المعهد
التقنية الكيميائية، الزراعية، المعمارية، الحاسوب، الطبية، الميكانيكية والعلوم الادارية.